# Eduard Schwyzer

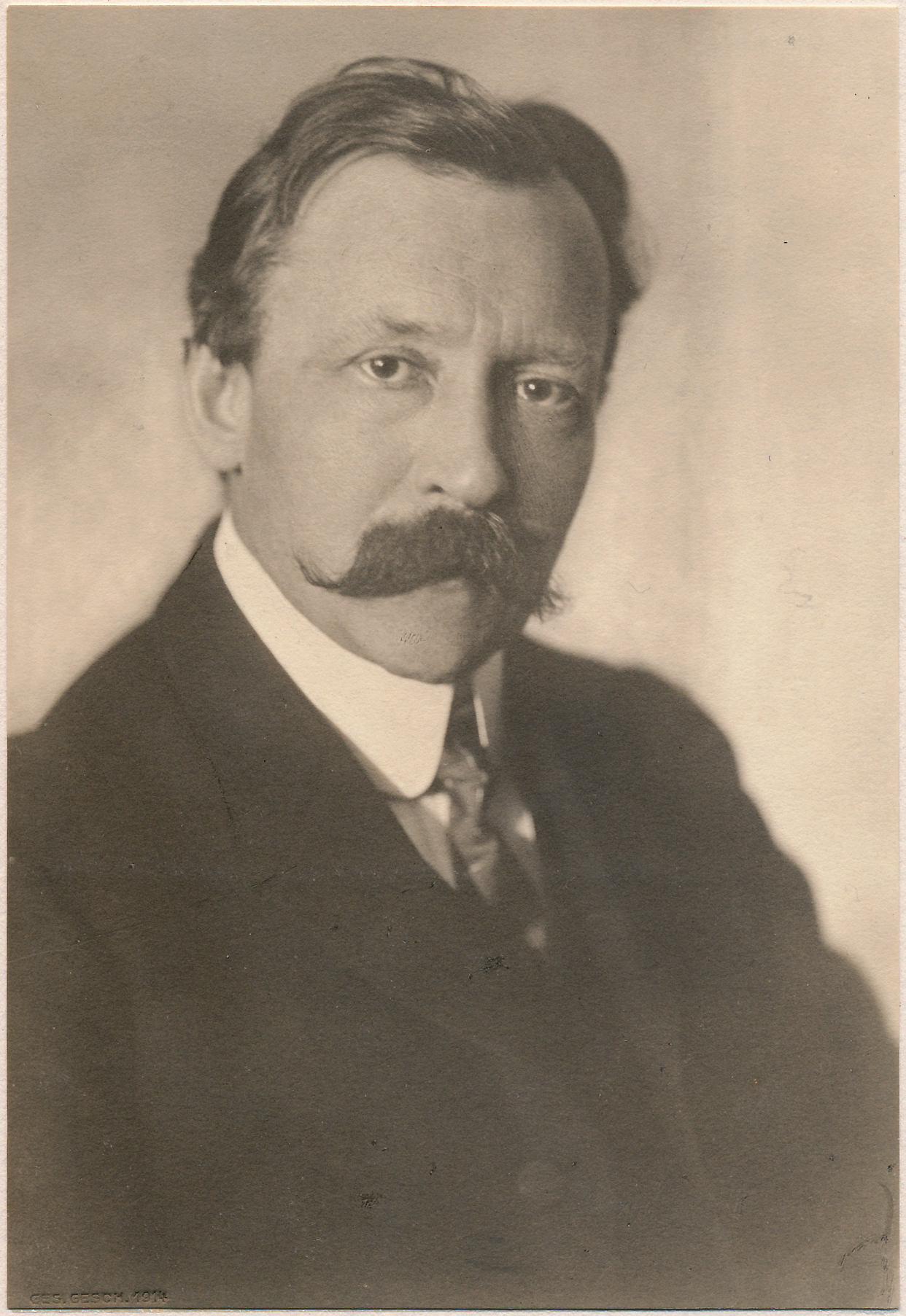
Eduard Schwyzer, 1914

Eduard Schwyzer [ʃviːt͡sər], ursprünglich Eduard Schweizer (* 15. Februar 1874 in Zürich; † 3. Mai 1943 in Berlin), war ein Schweizer klassischer Philologe und Indogermanist. Zugleich war er zeit seines Lebens aktiv dem Schweizerischen Idiotikon verbunden.

## Name und Familie
Eduard Schwyzer folgte Mitte 1899 einem Beschluss der Familie, den zwischenzeitlich zu Schweizer verhochdeutschen Namen wieder zu Schwyzer zu archaisieren beziehungsweise helvetisieren.
Die Familie Schwyzer/Schweizer ist seit 1401 nachweislich in Zürich eingebürgert. Vater Johann Eduard und Grossvater Eduard waren Kupferschmiede und Inhaber eines Haushaltsgeschäftes. Diesen Beruf hätte als ältester Sohn auch der nachmalige Indogermanist übernehmen sollen. Seine Grossmutter setzte sich jedoch dafür ein, dass er ans Gymnasium durfte; sie hatte sich gewünscht, er würde Theologie studieren. Der Indogermanist Heinrich Schweizer-Sidler war ein Grossonkel, der Gräzist Hans-Rudolf Schwyzer ein Sohn und der Molekularbiologe Robert Schwyzer ein Neffe Eduard Schwyzers.

## Leben

### Studium
Schwyzer studierte ab 1892 an der Universität Zürich Klassische Philologie, legte 1894/95 zwei Semester bei Karl Brugmann in Leipzig ein und promovierte schliesslich 1897 in Zürich bei Adolf Kaegi. Seine Dissertation war eine von seinem Lehrer gestellte Preisaufgabe über die Grammatik der Pergamenischen Inschriften, die er 1896 gewonnen hatte. Anschliessend arbeitete er ein Jahr lang als Kantonsschullehrer in Solothurn.

### Schweizerisches Idiotikon

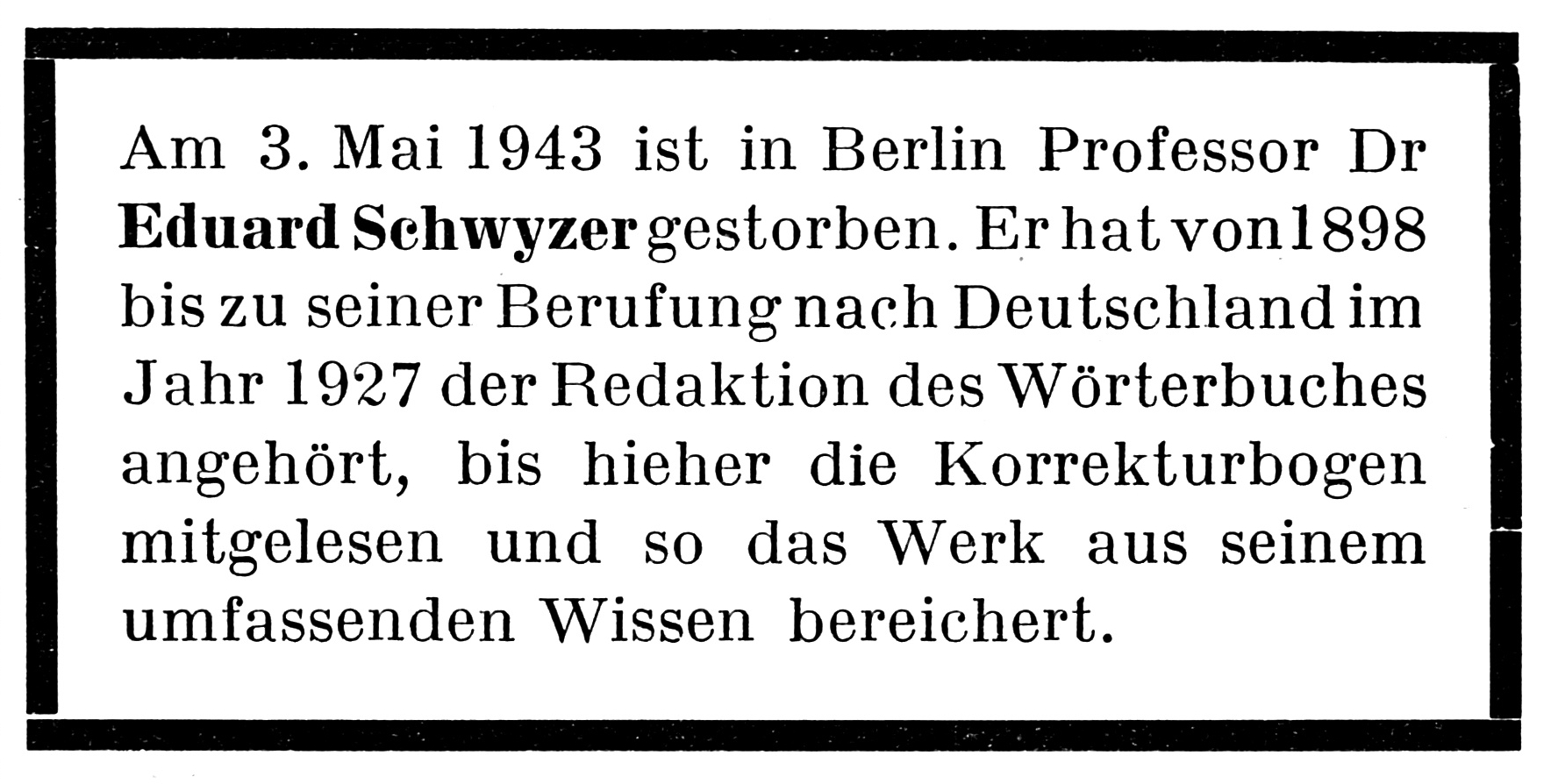
Todesanzeige für Eduard Schwyzer im Schweizerischen Idiotikon, Band XI, Spalte 616.

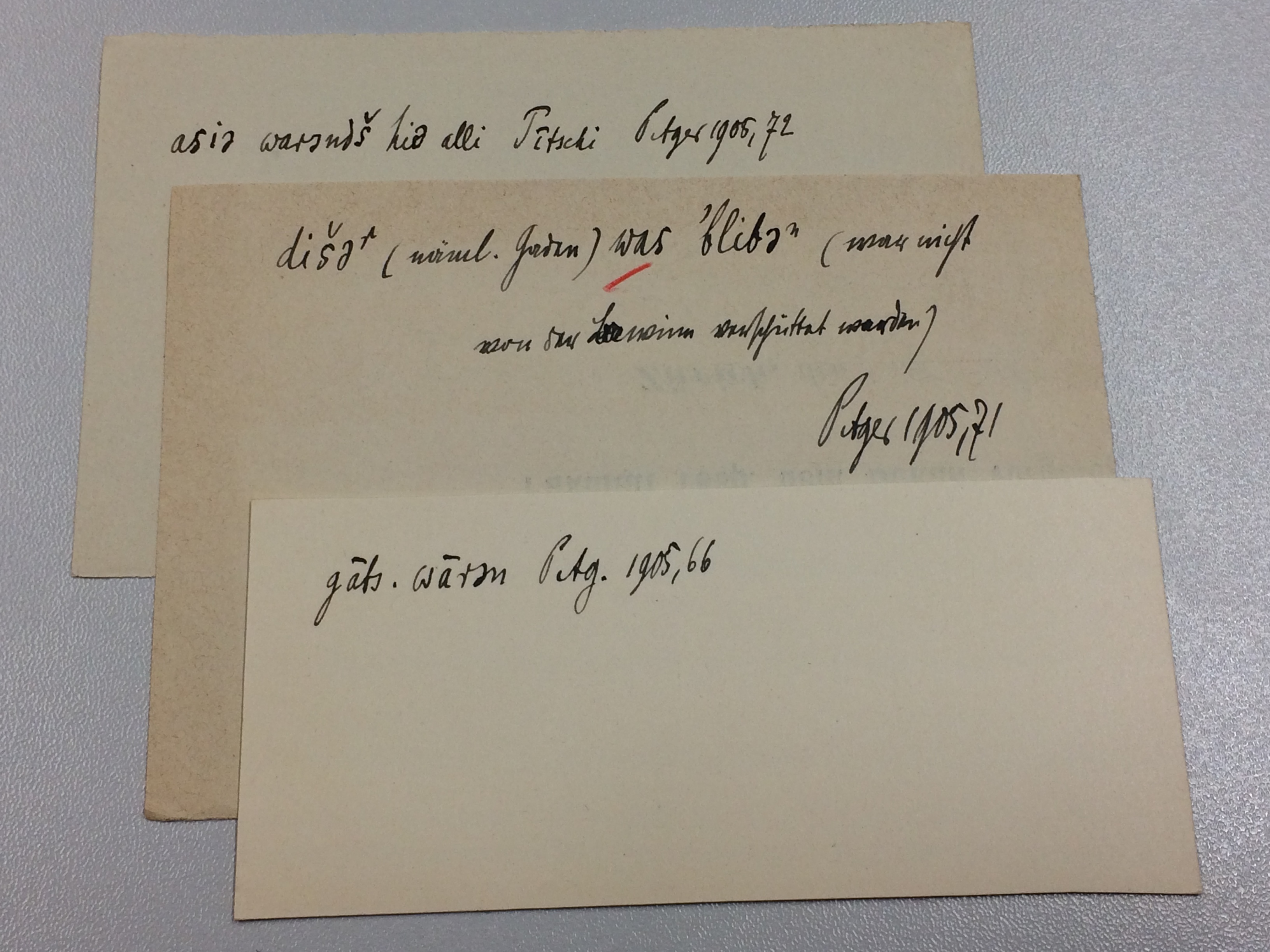
Präteritumformen, die Schwyzer in Agaro aufzeichnete

Albert Bachmann, der Schwyzer als Studenten kennen gelernt hatte, holte diesen 1898 an das Wörterbuch der schweizerdeutschen Sprache (Schweizerisches Idiotikon). Obwohl nicht Germanist, sah Schwyzer darin immerhin die Möglichkeit, wissenschaftlich arbeiten zu können, und versprach sich von einer Stelle in Zürich auch bessere Chancen für eine Laufbahn an der Universität. Er hielt diese Position mit freilich reduziertem Pensum auch 1912 bei, als er ordentlicher Professor wurde, und verliess sie erst, als er 1927 nach Bonn übersiedelte.
Da nach dem Tode von Chefredaktor Albert Bachmann keine Persönlichkeit gewonnen werden konnte, die nach Ansicht des Leitenden Ausschusses des Wörterbuchs in dessen Fussstapfen hätte treten können, begutachtete Schwyzer auf Wunsch des Ausschusses von 1934 bis zu seinem Hinschied 1943 alle Korrekturbögen. Er übte dieses Amt konstruktiv und mit grosser Zurückhaltung aus.
Schwyzer hatte auch aktiv zur Ergänzung des Materials des Schweizerischen Idiotikons beigetragen, indem er auf seinen Wanderungen in den Alpen zahlreiche Dialektwörter notierte. Seine Erlebnisse bei den Südwalsern in Formazza/Pomatt, in Salecchio/Saley und in Agaro/Ager publizierte er 1907 in der «Neuen Zürcher Zeitung».

### Universitätsdozent und -professor
Schwyzer habilitierte sich mit der 1900 veröffentlichten Neubearbeitung von Konrad Meisterhans’ Grammatik der attischen Inschriften (1885). 1902 wurde er Privatdozent, 1909 ausserordentlicher und 1912 – als Nachfolger Kägis – ordentlicher Professor für Vergleichende indogermanische Sprachwissenschaft und Sanskrit an der Universität Zürich.
Ab 1927 wirkte er an der Universität Bonn. 1932 wurde er zum ordentlichen Professor für indogermanische Sprachvergleichung an die Universität Berlin berufen, wo er die Nachfolge Wilhelm Schulzes antrat. Im Frühling 1939 emeritiert, musste er wegen des wenig später ausgebrochenen Zweiten Weltkriegs im Amt verbleiben. Schwyzer starb 1943 nach einer Operation an einer Embolie.
Im Januar 1937 wurde er als ordentliches Mitglied in die Preussische Akademie der Wissenschaften gewählt. Im gleichen Jahr erhielt er – nicht zuletzt dank seiner Beschäftigung auch mit dem Neugriechischen – die Ehrendoktorwürde der Universität Athen.
Die Haltung Eduard Schwyzers gegenüber dem ab 1933 in Deutschland herrschenden Nationalsozialismus charakterisierte sein Sohn Hans-Rudolf wie folgt: «Dass die Freiheit des Gedankens […] jemals wieder preisgegeben werden könnte, wollte er bis zuletzt nicht wahrhaben. […] Im Vergleich zu andern ging es ihm noch leidlich. Er dozierte ja eine Wissenschaft, die als ‹arisch› anerkannt war, und, was noch wichtiger war: von den massgebenden Leuten verstand sie niemand, und niemand kümmerte sich um sie. Das gab ihm die Illusion einer gewissen Freiheit, nämlich der Freiheit einer Schnecke, sich ins Schneckenhaus zurückzuziehen.» An der Akademie hatte er hingegen «einen widerwärtigen Streit […] zu bestehen, weil er sich der Habilitation eines Mannes widersetzte, dessen Hauptverdienst um die Wissenschaft es gewesen war, als alter Parteigenosse in der Weimarer Republik gemassregelt worden zu sein.»

## Schaffen
Schwyzers Monographien waren mit Ausnahme seiner Dissertation alles Neubearbeitungen bereits bestehender Werke, die er freilich durchgreifend umschrieb. Daneben schrieb er rund dreihundert Aufsätze, in denen er mit Vorliebe Etymologien abhandelte. Bleibenden Ruhm erwarb er mit seiner zweibändigen Grammatik der altgriechischen Sprache. Es handelte sich dabei um eine Schwyzer von Jacob Wackernagel ans Herz gelegte Neufassung der Griechischen Grammatik Karl Brugmanns (1885).
Schwyzer vertiefte sich lieber ins Detail, statt grosse Theorien zu entwerfen. Sein Sohn Hans-Rudolf schrieb, der Vater habe «mehr kritischen Verstand als schöpferisches Vermögen» gehabt, und der Berner Indogermanist Albert Debrunner sprach von dessen «Fähigkeit zum gewissenhaften […] Aufräumen grosser Gesamtgebiete und zum bescheidenen Verzicht auf den Anspruch, […] originell zu sein». Mit junggrammatischem Denken konnte Schwyzer wenig anfangen; so schrieb er 1914 in einem Aufsatz – für seine Zeit durchaus modern –, man solle neben aller biologischer Sprachverwandtschaft auch die gegenseitige kulturelle Beeinflussung ganz verschiedener Sprachen in die Forschung miteinbeziehen, wie sie im Wortschatz, im Satzbau und in der Vorstellungswelt ja offensichtlich sei.
Schwyzers Schaffen als Indogermanist war nachhaltig durch die Arbeit am Schweizerischen Idiotikon beeinflusst worden. Selbst erklärte er: «Die eindringliche Beschäftigung mit lebendigem und erlebtem Sprachstoff unter der straffen Führung Albert Bachmanns war auch methodisch eine unvergleichliche Schulung.» Auch Otto Gröger, faktischer Nachfolger im Amt Bachmanns, schrieb im Nachruf, Schwyzers Schaffen als Altphilologe sei ganz von Bachmann und vom Idiotikon geprägt gewesen; umgekehrt würden viele der von Schwyzer verfassten Wörterbuchartikel den Geist Karl Brugmanns atmen. Ganz im Sinne eines Idiotikon-Redaktors gab es für Schwyzer kein «klassisches Griechisch» mit einem «Richtig» und einem «Falsch», sondern ein Griechisch, das sich nach den Kriterien Ort, Zeit und sozialer Stand unterschied. Dementsprechend verfolgte er auch die Geschichte der griechischen Sprache von den frühen Quellen bis in die Gegenwart des Neugriechischen. Auf die Arbeit am Idiotikon geht zudem die Verbindung von Wortforschung mit Sachforschung zurück, die Schwyzer ein Anliegen war.

## Werke (Auswahl)
Das 1950 von Max Vasmer zusammengestellte und 1951 von Hans-Rudolf Schwyzer ergänzte Schriftenverzeichnis Schwyzers umfasst 312 Titel, wozu noch seine zahlreichen, damals noch ungezeichneten Wortartikel in den Bänden IV bis IX des Schweizerischen Idiotikons zu rechnen sind.
- Grammatik der Pergamenischen Inschriften: Beiträge zur Laut- und Flexionslehre der gemeingriechischen Sprache. Weidmann, Berlin 1898 (Nachdruck: Weidmann, Hildesheim 2003), ISBN 3-615-00275-X.
- Dialectorum graecarum exempla epigraphica potiora. Hirzel, Leipzig 1923 (Nachdruck: Olms, Hildesheim 1960).
- Neugriechische Dialekttexte. Aufgenommen von A. Heisenberg, unter Verwertung der Vorarbeiten von Joh. Kalitsunakis bearb. von Eduard Schwyzer. Institut für Lautforschung, Berlin 1934 (Lautbibliothek 94).
- Griechische Grammatik. C. H. Beck, München. Band 1: Allgemeiner Teil, Lautlehre, Wortbildung, Flexion. 1934/1939, 6. Auflage 1990. Band 2: Syntax und syntaktische Stilistik. 1950, 5. Auflage 1988. Band 3: Register. 1953, 2. Nachdruck der 2. Auflage 1980. Band 4: Stellenregister. 1971, 3. Auflage 2005. – 2002 unter dem Titel Hellēnikē grammatikē. Basismenē stē Grammatikē tēs hellēnikēs tu Karl Brugmann in Athen auf Griechisch erschienen.
- Syntaktische Archaismen des Attischen. Berlin 1940 (Abhandlungen der Preussischen Akademie der Wissenschaften, Phil.-hist. Klasse).
- Sprachliche Hypercharakterisierung. Berlin 1941 (Abhandlungen der Preussischen Akademie der Wissenschaften, Phil.-hist. Klasse).
- Zum persönlichen Agens beim Passiv, besonders im Griechischen. Berlin 1942 (Abhandlungen der Preussischen Akademie der Wissenschaften, Phil.-hist. Klasse).
- Zur Apposition. Berlin 1947 (Abhandlungen der Preussischen Akademie der Wissenschaften, Phil.-hist. Klasse). (Postum.)
- Kleine Schriften. Hrsg. von Rüdiger Schmitt. Innsbruck 1983 (Innsbrucker Beiträge zur Sprachwissenschaft).

## Nachweise
1. ↑  Hans-Rudolf Schwyzer: Eduard Schwyzer 1875–1943. Beer, Zürich 1951 (114. Neujahrsblatt zum Besten des Waisenhauses Zürich für 1951), S. 24 f. Die Angabe «1892» im Historischen Lexikon der Schweiz ist unzutreffend. – Der Buchstabe y repräsentiert die herkömmliche Schweizer Schreibung für das lange, geschlossene mittelhochdeutsche î [iː], das im Schweizerdeutschen bis heute erhalten geblieben ist.
2. ↑  Hans-Rudolf Schwyzer: Eduard Schwyzer 1875–1943. Beer, Zürich 1951 (114. Neujahrsblatt zum Besten des Waisenhauses Zürich für 1951), S. 12 ff.
3. ↑  Hans-Rudolf Schwyzer: Eduard Schwyzer 1875–1943. Beer, Zürich 1951 (114. Neujahrsblatt zum Besten des Waisenhauses Zürich für 1951), S. 24.
4. ↑  Walter Haas: Das Wörterbuch der schweizerdeutschen Sprache. Versuch über eine nationale Institution. Hrsg. von der Redaktion des Schweizerdeutschen Wörterbuchs. Huber, Frauenfeld 1981.
5. ↑  Eduard Schwyzer: Bei den Deutschen im Pomatt. In: Neue Zürcher Zeitung, Nummern 209–212, 1907.
6. ↑  Hans-Rudolf Schwyzer: Eduard Schwyzer 1875–1943. Beer, Zürich 1951 (114. Neujahrsblatt zum Besten des Waisenhauses Zürich für 1951), S. 44.
7. ↑  Hans-Rudolf Schwyzer: Eduard Schwyzer 1875–1943. Beer, Zürich 1951 (114. Neujahrsblatt zum Besten des Waisenhauses Zürich für 1951), S. 40.
8. ↑  Hans-Rudolf Schwyzer: Eduard Schwyzer 1875–1943. Beer, Zürich 1951 (114. Neujahrsblatt zum Besten des Waisenhauses Zürich für 1951), S. 33.
9. ↑  Albert Debrunner: † Eduard Schwyzer. In:  Museum Helveticum 1, 1944, S. 8.
10. ↑  In: Genealogische und kulturelle Sprachverwandtschaft. Festgabe zur Einweihung der Neubauten der Universität Zürich, Einweihungsfeier 1914. Schulthess, Zürich 1914 (Festgabe der Philosophischen Fakultät I Zürich, Teil IV).
11. ↑  Sitzungsberichte der Preussischen Akademie der Wissenschaften 1937, S. CVI, zitiert nach Albert Debrunner: † Eduard Schwyzer. In: Museum Helveticum 1, 1944, S. 4 und [Max] Vasner: Gedächtnisrede auf Eduard Schwyzer. In: Jahrbuch der Deutschen Akademie der Wissenschaften zu Berlin 1946–1949. Akademie-Verlag, Berlin 1950, S. 223.
12. ↑  Otto Gröger: † Eduard Schwyzer. In: Neue Zürcher Nachrichten vom 12. Mai 1943, S. 2.
13. ↑  Hans-Rudolf Schwyzer: Eduard Schwyzer 1875–1943. Beer, Zürich 1951 (114. Neujahrsblatt zum Besten des Waisenhauses Zürich für 1951), S. 43.
14. ↑  [Max] Vasner: Gedächtnisrede auf Eduard Schwyzer. In: Jahrbuch der Deutschen Akademie der Wissenschaften zu Berlin 1946–1949. Akademie-Verlag, Berlin 1950, S. 225 f.
15. ↑  Hans-Rudolf Schwyzer: Eduard Schwyzer 1875–1943. Beer, Zürich 1951 (114. Neujahrsblatt zum Besten des Waisenhauses Zürich für 1951), S. 39.
16. ↑  Albert Debrunner: † Eduard Schwyzer. In:  Museum Helveticum 1, 1944, S. 10.
17. ↑  Schwyzer wurden offenbar gerne die schwierig zu beschreibenden Funktionswörter zur Bearbeitung überlassen; so stammen sē (Interjektion zur Erregung von Aufmerksamkeit usw.), sō («so» usw.), sich («sich»), sëlb («selber», «der nämliche» usw.), sus («sonst»), sīn I («seiner», Genetiv von ër), sīn II («sein», Possessivpronomen) und sīn III («sein», Verbum substantivum) aus seiner Feder. Siehe Otto Gröger: † Eduard Schwyzer. In: Neue Zürcher Nachrichten vom 12. Mai 1943, S. 2; Hans-Rudolf Schwyzer: Eduard Schwyzer 1875–1943. Beer, Zürich 1951 (114. Neujahrsblatt zum Besten des Waisenhauses Zürich für 1951), S. 36.

| Personendaten    | Personendaten                                     |
| ---------------- | ------------------------------------------------- |
| NAME             | Schwyzer, Eduard                                  |
| ALTERNATIVNAMEN  | Schweizer, Eduard                                 |
| KURZBESCHREIBUNG | Schweizer klassischer Philologe und Indogermanist |
| GEBURTSDATUM     | 15. Februar 1874                                  |
| GEBURTSORT       | Zürich                                            |
| STERBEDATUM      | 3. Mai 1943                                       |
| STERBEORT        | Berlin                                            |